# 레인즈 (비디오 게임)
레인즈(Reigns)는 네리얼(Nerial)이 개발하고 디볼버 디지털이 퍼블리싱한 2016년 전략 비디오 게임이다. 게임에서 플레이어는 가능한 한 오랫동안 통치하도록 도와야 하는 중세 왕을 제어한다. 군주는 카드로 표시되는 고문으로부터 청원과 질문을 받는다. 플레이어는 왕국의 네 가지 측면 중 하나에 영향을 미치는 조언자에 대한 두 가지 응답 중에서 선택할 수 있다. 측면 중 하나가 너무 불균형해지면 게임이 종료되고 플레이어는 새로운 군주와 함께 또 다른 통치를 시작한다. 게임에서 승리하려면 플레이어는 여러 통치에 걸쳐 왕을 방문하는 악마가 만든 저주를 깨뜨려야 한다.
네이럴은 레인즈를 만드는 동안 데이트 앱 틴더에서 영감을 받았다. 개발자 프랑수아 알리오는 울리포 프랑스 문학 운동의 영향을 받은 글쓰기를 관리했다. 이 게임은 2018년 8월 11일 안드로이드 (운영체제), iOS, 리눅스, macOS, 마이크로소프트 윈도우용으로 처음 출시되었다. 게임 플레이와 프레젠테이션에 대해 비평가들로부터 긍정적인 평가를 받았지만 일부는 시간이 지남에 따라 반복적이라고 말했다. 2019년 8월까지 이 게임은 200만 장 판매되었다.
레인즈는 2017년에 출시된 레인즈: 허 마제스티라는 독립형 속편을 시작으로 비디오 게임 프랜차이즈에 영감을 주었다. 레인즈: 왕좌의 게임이라는 왕좌의 게임 (드라마) TV 시리즈를 기반으로 한 게임이 2018년에 출시되었다. '레인즈: 비욘드'라는 제목의 SF 설정이 2020년에 추가되었다. '레인즈: 삼국지'라는 프랜차이즈의 다섯 번째 항목이 2022년 넷플릭스 구독자를 위해 출시되었다.

## 평가
| 평가 |                        |
| --- | ---------------------- |
| 통합 점수 통합사 점수 메타크리틱 iOS: 87/100 [ 1 ] PC: 77/100 [ 2 ] 평론 점수 평론사 점수 The Guardian [ 3 ] TouchArcade [ 4 ] Pocket Gamer 8/10 [ 5 ] Gamezebo [ 6 ] |                        |
| 통합 점수 |                        |
| 통합사 | 점수                   |
| 메타크리틱 | iOS: 87/100 PC: 77/100 |
| 평론 점수 |                        |
| 평론사 | 점수                   |
| The Guardian | [ 3 ]                  |
| TouchArcade | [ 4 ]                  |
| Pocket Gamer | 8/10                   |
| Gamezebo | [ 6 ]                  |